# حسين جبار
حسين جبار (مواليد 9 مارس 1998، لاعب كرة قدم عراقي يجيد اللعب في مركز الوسط مع
| سنوات2 = 2019-2023
| أندية2 = القوة الجوية. لعب قبلها لصالح نادي الكرخ ونادي القوة الجوية في الدوري العراقي الممتاز ونادي أحد السعودي.